# マキン島
座標: 北緯3度22分30秒 東経172度59分10秒 / 北緯3.37500度 東経172.98611度

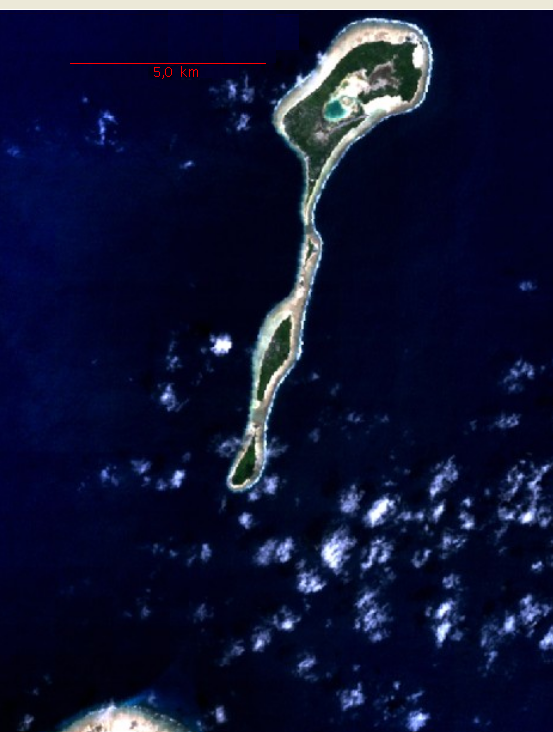
ランドサット衛星から見たマキン。左下にはブタリタリの一部が見える

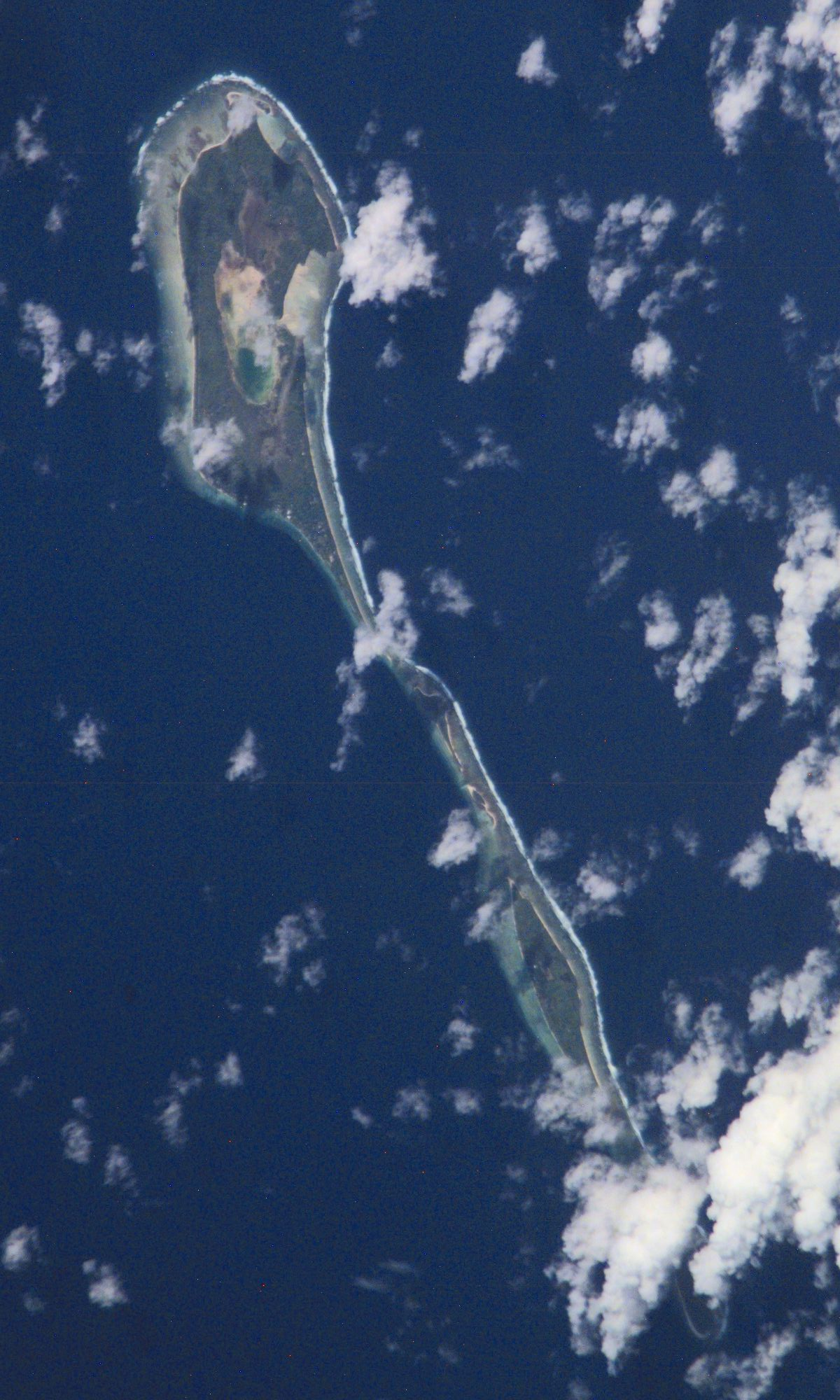
NASAの宇宙飛行士が撮影したマキン

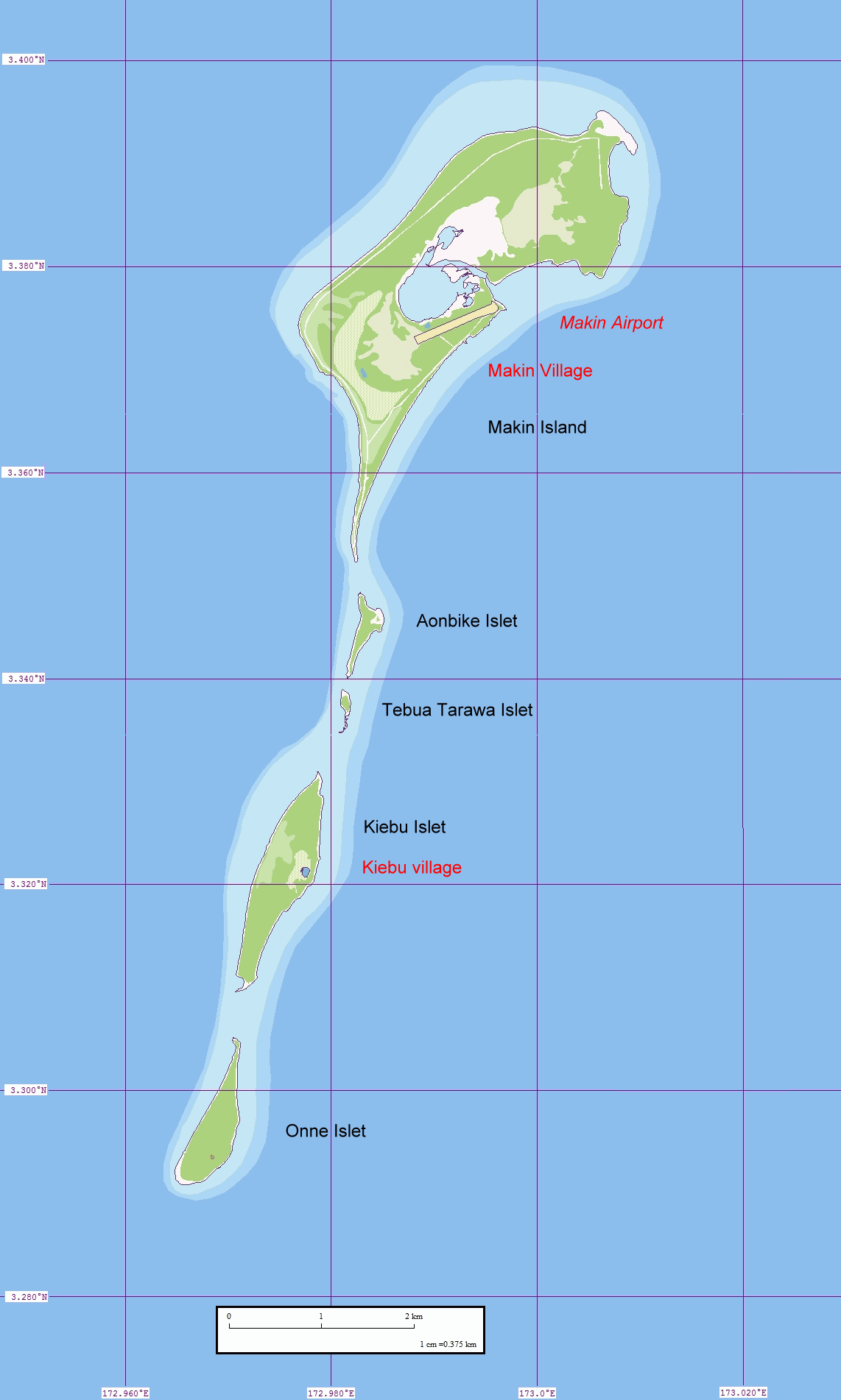
マキンの地図

マキン（Makin）はキリバスのギルバート諸島に属する太平洋上の島である。

## 地理
マキンはブタリタリの北端から北東に6kmの位置にあり、ブタリタリのナモカ島からは6.9kmの距離がある。マキンは直線的な形が特徴であり、北から南に12.3kmの間に5つの小島を持ち、そのうちの2つの大きな島（マキンとケイブ）に大多数の住民が住んでいる。3番目に大きな島は、最も南にあるオンネ島であり、ここにも住民が住んでいる。これら小島の連なりは、ギルバート諸島の中で最も北側に位置し、またキリバスの中では3番目に北側である（ライン島のテライナとタブエランだけが、より北側にある）。マキンは完全な環礁ではないが、最も北側に位置する最も大きなマキン島は、ほぼ陸地に囲まれた0.3km2のラグーンを持ち、外海とは東側にある15m幅の水路によってのみ繋がっている（水路上には道路橋が架かっている）。これは退化した環礁とも考えられる。ケイブは2番目に大きな島で、より小さく完全に陸に囲まれたラグーンを島の東側に持っており、この直径はおよそ80m（この面積はおよそ0.005km2または0.5ヘクタール）であり、海からは60mの距離がある。
かつてアメリカ軍は、付近に位置する環礁であるブタリタリを「マキン環礁」と呼んでいた。その当時、ブタリタリに比して小さなマキン島は区別のためにマキン・マング、あるいはリトル・マキンと呼ばれていた。現在では、ブタリタリが環礁のほうの呼称として定着したため、単にマキン島と呼ぶことが多い。
ギルバート諸島はしばしばマーシャル諸島の南側（正確には南南東）の一部であると思われているが、最も近いノックス環礁ですらマキンから北北西に290km離れている。
マキン空港は中心街のすぐ北東にあり、ラグーンと海の間に位置していて、国際民間航空機関の空港コードは「NGMN」、国際航空運送協会での空港コードは「MTK」である。
マキンの陸地面積は6.7km2で、総人口は2005年の統計で2,385人であり、2つの村から構成されている。

### マキンの島
- アオンビケ
- キーブ
- マキン
- オンネ
- テブア・タラワ

### マキンの村
| マキン村 | 人口：1,834人 |
| ケイブ村 | 人口：551人   |

### 気候
気候は近くにある「ブタリタリ環礁」とよく似ており、熱帯雨林で多量の降雨がある。平均的な年間降水量はおよそ4,000ミリメートルにもなり、タラワ環礁のおよそ2,000ミリメートル、そして南に遠く離れたキリバスの1,000ミリメートルと比べても非常に多い。マキンの降雨は、エルニーニョ現象が発生している時にはさらに多くなる。

## 歴史
アメリカ合衆国は、グアノ島法をマキンとブタリタリに適用することを宣言した。なお、第二次世界大戦中にマキンの戦いの舞台となったのは、マキン環礁と呼ばれていたブタリタリであり、マキン島ではない。